# Vadim Pistrinciuc
Vadim Pistrinciuc (n. 24 februarie 1981) este un politician din Republica Moldova, fost deputat în Parlamentul Republicii Moldova de legislatura a IX-a.  

## Activitate profesională
Din 2002 până în prezent este lector la Universitatea de Stat din Moldova, Facultatea de  Sociologie și Asistență Socială.

## Activitate politică
Din 2009 până în 2011 a fost viceministru al Muncii, Protecției Sociale și Familiei, iar din 2011 până în 2013 - consilier al prim-ministrului Vlad Filat, pe domeniul reformei administrației publice.
Din martie 2012 este vicepreședinte al Partidului Liberal Democrat din Moldova.
La alegerile parlamentare din noiembrie 2014 din Republica Moldova a candidat la funcția de deputat de pe locul 8 în lista candidaților PLDM, obținând astfel mandatul de deputat în Parlamentul Republicii Moldova de legislatura a XX-a.